# Olivet (Illinois)
Olivet – jednostka osadnicza w Stanach Zjednoczonych, w stanie Illinois, w hrabstwie Vermilion.